# Antipasto

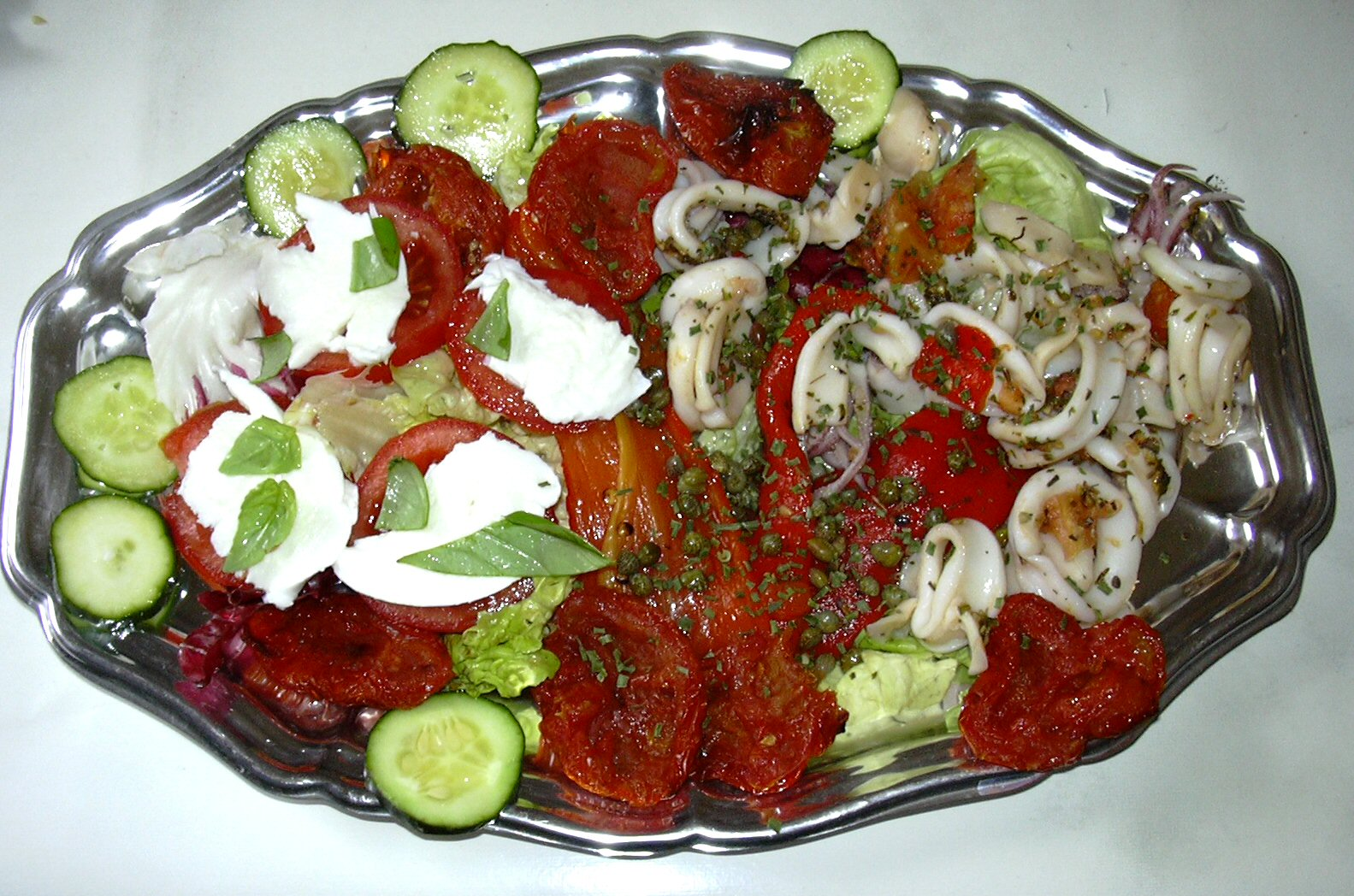
En tallrik med antipasti.

Antipasto (plural antipasti), är italienska och betyder i direktöversättning "före måltiden". Begreppet syftar dock på en förrätt som tas i början av måltiden.
Antipasti har en självklar plats i det italienska köket, där de inleder måltiden som en aptitretare. Populära rätter är 
- prosciutto e melone - parmaskinka med melon
- bresaola - lufttorkat nötkött
- carpaccio - tunna skivor marinerat rått oxkött med olivolja, basilika och kryddor
- caprese - mozzarellaost med tomater och färsk basilika
- mozzarella med soltorkade tomater
- peperonata - kokta paprikaremsor marinerade i olivolja, citron och vitlök
- vitello tonnato kalvfilé med tonfisksås
- bruschetta - rostat vitt bröd med hackad tomat, vitlök och basilika
- frutti di mare - fisk och skaldjur
- sarde in saòr - marinerade sardiner
- pesce spada affumicato - rökt svärdfisk
- tonno affumicato - rökt tonfisk

## Källhänvisningar
1. ↑   antipasto i Nationalencyklopedins nätupplaga. Läst 28 januari 2015.